# ケネス・ジョンソン (映画監督)
ケネス・ジョンソン（Kenneth Johnson, 1942年10月26日 - ）は、アメリカ合衆国出身の映画監督である。

## 作品

### テレビ
- 600万ドルの男
- 地上最強の美女バイオニック・ジェミー（1976年-1978年）
- 超人ハルク (テレビドラマ)（1977年-1982年）
- V（1983年）
- エイリアン・ネイション（1988年）

### 映画
- 未来少女ゼノン
- ベッドの下はふしぎの国
- スティール
- エイリアン・ネイション/第3生命体
- エイリアン・ネイション/暗殺指令
- エイリアン・ネイション4
- エイリアン・ネイション3
- エイリアン・ネイション2
- ショート・サーキット2/がんばれ!ジョニー5